# Palladium, Västervik

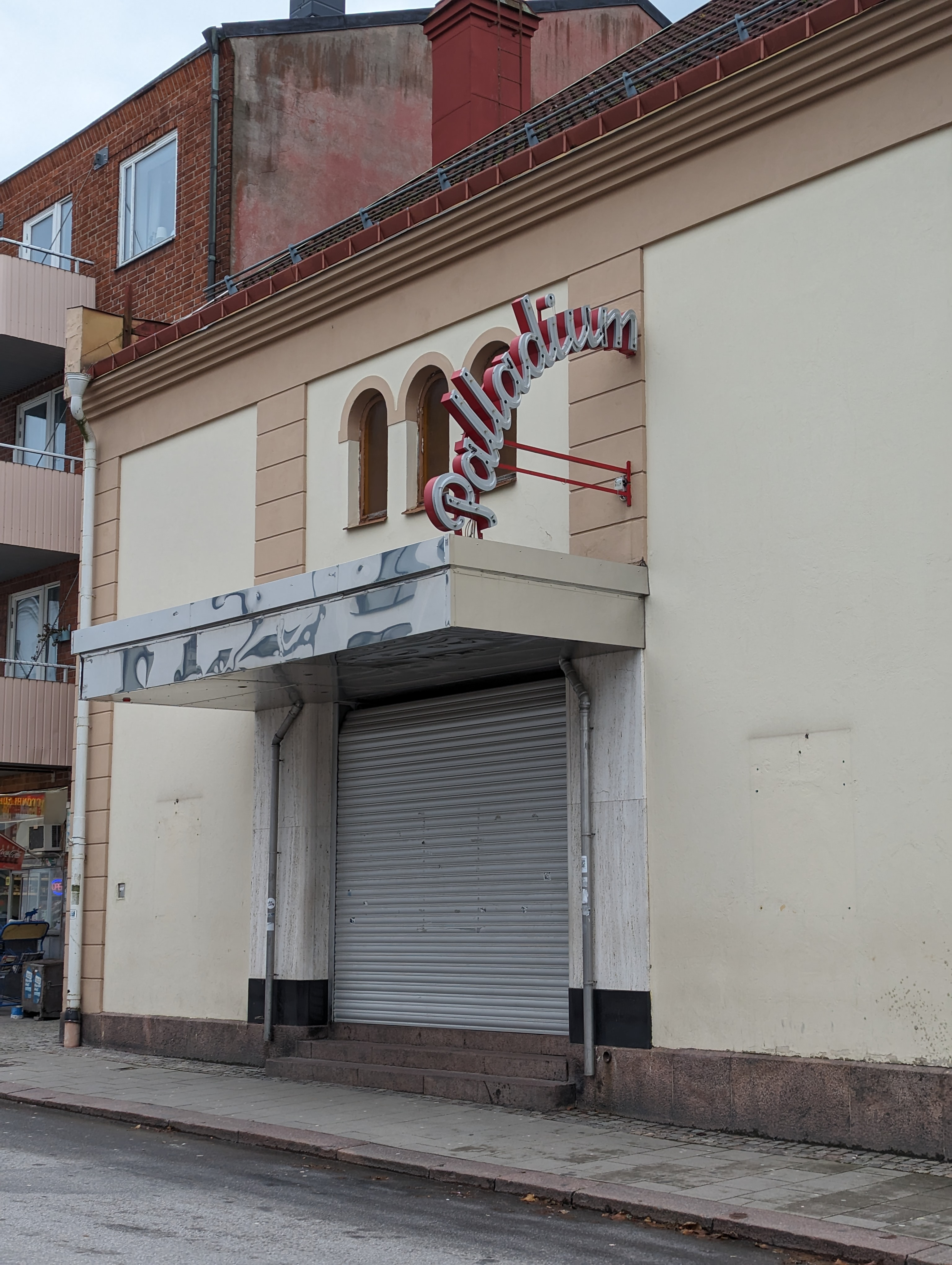
Nattklubben Palladium dagtid.

Palladium är en nattklubb i Västervik. Klubben som är ortens största tar cirka 750 gäster och ligger i en före detta biograflokal som hade samma namn.
Nattklubben Palladium öppnade i december 2007. Byggnaden som ligger i kvarteret Krämaren uppfördes på 1920-talet. Palladium bytte ägare 2016.
På nedre våningen finns entrén och ett större dansgolv "Mainfloor". På "Hyllan" som är en inglasad balkong, finns det ytterligare ett dansgolv samt bar och sittplatser med utsikt över det nedre dansgolvet.
Man har behållit bioduken och använder den fortfarande under kvällarna. Det finns även en uteservering som heter "Njutbar" som har ett öppningsbart glastak samt bar.